# Sophus Michaëlis
Sophus August Berthel Michaëlis (Odense, 1865 – Copenaghen, 1932) è stato un romanziere, poeta e drammaturgo danese.
Di origine tedesca, fra le sue opere particolare importanza rivestono le novelle Giovanna (1901), Den evige søvn (1912) e il dramma Revolutionsbryllup (1906), più volte ripreso in versioni cinematografiche, fra le quali si ricorda quella omonima di August Blom del 1915.
Suo anche il romanzo da cui fu tratto il film del 1918 Himmelskibet, tra i primissimi film di fantascienza danesi.